# 수퍼캅
《수퍼캅》(영어: Crime Busters/이탈리아어: I Due superpiedi quasi piatti)는 1977년에 개봉한 이탈리아 영화이다.

## 출연
- 엘리자베스 몽고메리 - 맷 커비
- 배리 뉴먼 - 윌버 월쉬

## 한국판 성우진(SBS)
- 양지운 - 맷 커비(테렌스 힐)
- 노민 - 윌버 월쉬(버드 스펜서)
- 온영삼 - 사장(막스 로렌스)
- 김정호 - 사장의 부하(리카르도 피쥬티)
- 이윤선 - 불량배(에지오 마라노)
- 유해무 - 서장(데이비드 허들스턴)
- 기경옥 - 수지(로라 젬서)
- 김규식 - 경찰(에디 비아게티)
- 이향숙 - 엔지(에이프릴 클러프)
- 유영환 - 사장의 부하(오타비아노 델라쿠아)
- 안종익 - 사장의 부하(루치아노 로지)
- 김태웅 - 집사(에밀리오 델 피아네) / 경찰(세르지오 우크마)
- 김강산 - 경찰(로베르토 델 라쿠아)
- 지미애 - 갈리나(질 플랜터)